# الکساندر میشارین
الکساندر میشارین (روسی: Александр Николаевич Мишарин؛ ۶ آوریل ۱۹۳۹ – ۱۳ آوریل ۲۰۰۸) فیلم‌نامه‌نویس، نمایشنامه‌نویس، نویسنده اهل کشور اتحاد جماهیر شوروی سوسیالیستی بود.
وی فیلمنامه نویس فیلم آینه و بازیگر فیلم های آینه و سولاریس بوده است.